# Поппендорф (Штирия)
Поппендорф (нем. Poppendorf (Steiermark)) — коммуна в Австрии, в федеральной земле Штирия. 
Входит в состав округа Фельдбах.  Население составляет 714 человек (на 31 декабря 2005 года). Занимает площадь 11,22 км².
В Поппендорфе родилась и выросла музыкант, певица и автор песен Soap&Skin.

## Политическая ситуация
Бургомистр коммуны — Йозеф Нидерль (АНП) по результатам выборов 2005 года.
Совет представителей коммуны (нем. Gemeinderat) состоит из 9 мест.
- АНП занимает 7 мест.
- местный блок: 2 места.